# QV8
QV 8 est un des tombeaux situé dans la vallée des Reines, dans la nécropole thébaine, sur la rive ouest du Nil face à Louxor en Égypte.

## Description
QV 8 est la tombe du prince Hori et d'une princesse anonyme, datant de la XVIIIe dynastie. Elle est constituée d'un puit qui relie la surface à une chambre dont le plafond est en marne et les murs en schiste argileux.
Une équipe du CNRS y a mis au jour des linceuls en lin, ainsi que six fragments de momies, six crânes et des os d'au moins treize adultes et dix-sept enfants.

## Histoire
Elle a été réutilisée durant la Troisième Période intermédiaire. Plus récemment, elle a été déblayée en 1984 par une équipe franco-égyptienne. Elle a été fermée par la suite par une grille encastrée dans une maçonnerie.